# Drypetes vilhenae
Drypetes vilhenae là một loài thực vật có hoa trong họ Putranjivaceae. Loài này được Cavaco mô tả khoa học đầu tiên năm 1954.